# 회흐스트 주식회사
회흐스트 주식회사(Hoechst AG)는 독일의 화학 기업이다. 1863년, 프랑크푸르트 인근 회흐스트에서 설립되었다. 1999년 프랑스의 론풀랑크와 합병, 아벤티스가 되었고, 다시 사노피에 인수되어 현재는 사노피의 자회사이다.

## 역사
- 1863년 - 회흐스트 염료회사를 설립하고,
- 1951년 - IG 파르벤으로부터 독립하여 재창립되었다.
- 1957년 - 대한민국의 제약 회사 한독과의 제휴에 참여하여, 1964년에 합작투자 계약을 체결했다.
- 1968년 - 프랑스의 제약 회사 루쎌 위클라프와의 제휴에 참여하여,
- 1987년 - 미국의 화학회사 셀라니즈(영어판)를 인수한 뒤,
- 1997년 - 로고를 변경한 후,
- 1999년 - 프랑스 론풀랑크와 합병으로 아벤티스가 됐다.